# Сини Яґбе'у Сейона
П'ять чоловіків, відомих під іменем сини Ягбе'у Сейона правили як імператори (негуси) Ефіопії з 1295 до 1299 року. Їхні імена: Сенфа Аред IV (1294–1295), Гезба Асгад (1295–1296), Кедма Асгад (1296–1297), Жін Асгад (1297–1298) та Саба Асгад (1298–1299).

## Правління
Відповідно до більшості основних джерел Ягбе'у Сейон та Ведем Арад були синами Єкуно Амлака, утім ті ж джерела розходяться в тому, яким чином сини Ягбе'у Сейона спадкували своєму батькові та були попередниками свого дядька. Одні джерела вважають, що Ягбе'у Сейон заповідав синам правити після його смерті по черзі упродовж року кожному. Інші вважають, що його сини правили країною по черзі через династичну плутанину.